# Élections sénatoriales dans la Somme

## Sénatoriales 2014
| Tête de liste | Tête de liste      | Liste          | Voix  | %      | Sièges |  |
| ------------- | ------------------ | -------------- | ----- | ------ | ------ |  |
|               | Daniel Dubois      | UDI            | 731   | 42,01  | 1      |  |
|               | Jérôme Bignon      | UMP            | 451   | 25,92  | 1      |  |
|               | Christian Manable  | PS - PCF - PRG | 411   | 23,62  | 1      |  |
|               | Nathalie Huiart    | FN             | 88    | 5,06   |        |  |
|               | Isabelle Demaison  | DVG - COM      | 44    | 2,53   |        |  |
|               | Nicolas Lottin     | DLR            | 12    | 0,69   |        |  |
|               | Jean-Marie Desachy | SE             | 3     | 0,17   |        |  |
|               |                    |                |       |        |        |  |
| Inscrits      | Inscrits           | Inscrits       | 1 781 | 100,00 |        |  |
| Abstentions   | Abstentions        | Abstentions    | 19    | 1,07   |        |  |
| Votants       | Votants            | Votants        | 1 762 | 98,93  |        |  |
| Blancs        | Blancs             | Blancs         | 11    | 0,62   |        |  |
| Nuls          | Nuls               | Nuls           | 11    | 0,62   |        |  |
| Exprimés      | Exprimés           | Exprimés       | 1 740 | 98,75  |        |  |

|  | Identité      | Étiquette | Groupe | Autres mandats                             |
|  | ------------- | --------- | ------ | ------------------------------------------ |
|  | Marcel Deneux | Modem     | UDI-UC |                                            |
|  | Daniel Dubois | UDI       | UDI-UC | Conseiller général d'Ailly-le-Haut-Clocher |
|  | Pierre Martin | UMP       | UMP    |                                            |

|  | Identité          | Étiquette | Groupe | Autres mandats                             |
|  | ----------------- | --------- | ------ | ------------------------------------------ |
|  | Jérôme Bignon     | UMP       | UMP    | Conseiller général d'Oisemont              |
|  | Daniel Dubois     | UDI       | UDI-UC | Conseiller général d'Ailly-le-Haut-Clocher |
|  | Christian Manable | PS        | SOC    | Président du conseil général               |

## Sénatoriales 2004
| Candidat et parti politique | Candidat et parti politique | Candidat et parti politique | Premier tour | Premier tour | Second tour | Second tour |
| Candidat et parti politique | Candidat et parti politique | Candidat et parti politique | Voix         | %            | Voix        | %           |
| --------------------------- | --------------------------- | --------------------------- | ------------ | ------------ | ----------- | ----------- |
|                             | Daniel Dubois               | UDF                         | 548          | 32,68        | 1 080       | 65,14       |
|                             | Pierre Martin               | UMP                         | 488          | 29,10        | 1 052       | 63,45       |
|                             | Marcel Deneux               | UDF                         | 463          | 27,61        | 1 016       | 61,28       |
|                             | Jacques Fleury              | PS                          | 355          | 21,17        | 537         | 32,39       |
|                             | Christian Manable           | PS                          | 348          | 20,75        | 524         | 31,60       |
|                             | Jacques Pecquery            | PCF                         | 140          | 8,35         | 501         | 30,22       |
|                             | Jean-Philippe Jardin        | FN                          | 21           | 1,25         | 32          | 1,93        |
|                             | Jacques Mournaud            | SE                          | 6            | 0,36         | 0           | 0,00        |
|                             | Fernand Demilly             | UDF                         | 419          | 24,99        |             |             |
|                             | Alain Gest                  | UMP                         | 337          | 20,10        |             |             |
|                             | Annie Roucoux               | PS                          | 311          | 18,55        |             |             |
|                             | Hubert Henno                | UMP                         | 233          | 13,89        |             |             |
|                             | Christian Vlaeminck         | DVD                         | 213          | 12,70        |             |             |
|                             | Claude Deflesselle          | UDF                         | 121          | 7,22         |             |             |
|                             | Colette Finet               | PCF                         | 120          | 7,16         |             |             |
|                             | Brigitte Descamps           | PCF                         | 117          | 6,98         |             |             |
|                             | Brigitte Lhomme             | UMP                         | 105          | 6,26         |             |             |
|                             | Jean-Christophe Parisot     | SE                          | 56           | 3,34         |             |             |
|                             | Marion Lepresle             | Les Verts                   | 34           | 2,03         |             |             |
|                             | Olivier Bondois             | DVD                         | 7            | 0,42         |             |             |
|                             | Jean-Francis Bocquillet     |                             | 3            | 0,18         |             |             |
|                             | Claude Dauby                |                             | 3            | 0,18         |             |             |
|                             | Marie-Claire Bouvet         |                             | 2            | 0,12         |             |             |
|                             |                             |                             |              |              |             |             |
| Inscrits                    | Inscrits                    | Inscrits                    | 1 724        | 100,00       | 1 725       | 100,00      |
| Abstentions                 | Abstentions                 | Abstentions                 | 16           | 0,93         | 3           | 0,17        |
| Votants                     | Votants                     | Votants                     | 1 708        | 99,07        | 1 722       | 99,83       |
| Blancs et nuls              | Blancs et nuls              | Blancs et nuls              | 31           | 1,81         | 64          | 3,72        |
| Exprimés                    | Exprimés                    | Exprimés                    | 1 677        | 98,19        | 1 658       | 96,28       |

|  | Identité        | Étiquette | Groupe | Autres mandats                            |
|  | --------------- | --------- | ------ | ----------------------------------------- |
|  | Fernand Demilly | UDF       | RDSE   | Conseiller général d'Albert               |
|  | Marcel Deneux   | UDF       | UC     | Adjoint à Beaucamps-le-Vieux              |
|  | Pierre Martin   | UMP       | UMP    | Maire et conseiller général d'Hallencourt |

|  | Identité      | Étiquette | Groupe | Autres mandats                            |
|  | ------------- | --------- | ------ | ----------------------------------------- |
|  | Marcel Deneux | UDF       | UC     | Adjoint à Beaucamps-le-Vieux              |
|  | Daniel Dubois | UDF       | UC     | Président du conseil général de la Somme  |
|  | Pierre Martin | UMP       | UMP    | Maire et conseiller général d'Hallencourt |

## Sénatoriales 1995
| Candidat et parti politique | Candidat et parti politique | Candidat et parti politique | Premier tour | Premier tour | Second tour | Second tour |
| Candidat et parti politique | Candidat et parti politique | Candidat et parti politique | Voix         | %            | Voix        | %           |
| --------------------------- | --------------------------- | --------------------------- | ------------ | ------------ | ----------- | ----------- |
|                             | Fernand Demilly             | UDF-FD                      | 943          | 56,67        |             |             |
|                             | Marcel Deneux               | UDF-FD                      | 643          | 38,64        | 766         | 46,99       |
|                             | Pierre Martin               | RPR                         | 514          | 30,89        | 719         | 44,11       |
|                             | Jacques Mossion             | UDF-FD                      | 500          | 30,05        | 346         | 21,23       |
|                             | Jean-Claude Broutin         | UDF-FD                      | 418          | 25,12        | 456         | 27,98       |
|                             | Christian Manable           | PS                          | 260          | 15,63        | 307         | 18,83       |
|                             | Guy Champion                | PCF                         | 133          | 7,99         | 277         | 16,99       |
|                             | Hubert-Henry Thickett       | DVD                         | 73           | 4,39         | 36          | 2,21        |
|                             | Raynald Brasseur            | FN                          | 50           | 3,00         | 28          | 1,72        |
|                             | Gilbert Temmermann          | PS                          | 244          | 14,66        |             |             |
|                             | Jacques Fourdinier          | UDF                         | 226          | 13,58        |             |             |
|                             | Didier Cardon               | PS                          | 208          | 12,50        |             |             |
|                             | Jacques Gronnier            | DVD                         | 166          | 9,98         |             |             |
|                             | Chantal Leblanc             | PCF                         | 131          | 7,87         |             |             |
|                             | René Lognon                 | PCF                         | 129          | 7,75         |             |             |
|                             |                             |                             |              |              |             |             |
| Inscrits                    | Inscrits                    | Inscrits                    | 1 726        | 100,00       | 1 726       | 100,00      |
| Abstentions                 | Abstentions                 | Abstentions                 | 21           | 1,22         | 21          | 1,22        |
| Votants                     | Votants                     | Votants                     | 1 705        | 98,78        | 1 705       | 98,78       |
| Blancs et nuls              | Blancs et nuls              | Blancs et nuls              | 41           | 2,40         | 75          | 4,40        |
| Exprimés                    | Exprimés                    | Exprimés                    | 1 664        | 96,38        | 1 630       | 94,38       |

|  | Identité               | Étiquette | Groupe | Autres mandats                           |
|  | ---------------------- | --------- | ------ | ---------------------------------------- |
|  | Max Lejeune            | UDF-PSD   | RDE    | Président du conseil général de la Somme |
|  | Charles-Edmond Lenglet | DVD       | RDE    | Maire de Fréchencourt                    |
|  | Jacques Mossion        | UDF-CDS   | UC     | Maire de Doullens                        |

|  | Identité        | Étiquette | Groupe | Autres mandats                           |
|  | --------------- | --------- | ------ | ---------------------------------------- |
|  | Fernand Demilly | UDF-FD    | RDSE   | Président du conseil général de la Somme |
|  | Marcel Deneux   | UDF-FD    | UC     | Adjoint à Beaucamps-le-Vieux             |
|  | Pierre Martin   | RPR       | RPR    | Maire d'Hallencourt                      |

## Sénatoriales 1986
| Candidat et parti politique | Candidat et parti politique | Candidat et parti politique | Premier tour | Premier tour |
| Candidat et parti politique | Candidat et parti politique | Candidat et parti politique | Voix         | %            |
| --------------------------- | --------------------------- | --------------------------- | ------------ | ------------ |
|                             | Jacques Mossion             | UDF-CDS                     | 949          | 56,56        |
|                             | Charles-Edmond Lenglet      | DVD                         | 940          | 56,02        |
|                             | Max Lejeune                 | UDF-PSD                     | 896          | 53,40        |
|                             | Gilbert Gauthé              | PS                          | 363          | 21,63        |
|                             | Pierre Pamel                | PS                          | 356          | 21,22        |
|                             | Jean Truquin                | PS                          | 356          | 21,22        |
|                             | Chantal Leblanc             | PCF                         | 259          | 15,44        |
|                             | Jean-Jacques Baron          | PCF                         | 247          | 14,72        |
|                             | Gérald Maisse               | PCF                         | 243          | 14,48        |
|                             | François Soilleux           | CNI                         | 240          | 14,30        |
|                             | René Vérard                 | DVG                         | 38           | 2,26         |
|                             |                             |                             |              |              |
| Inscrits                    | Inscrits                    | Inscrits                    | 1 720        | 100,00       |
| Abstentions                 | Abstentions                 | Abstentions                 | 24           | 1,40         |
| Votants                     | Votants                     | Votants                     | 1 696        | 98,60        |
| Blancs et nuls              | Blancs et nuls              | Blancs et nuls              | 18           | 1,06         |
| Exprimés                    | Exprimés                    | Exprimés                    | 1 678        | 97,54        |

|  | Identité               | Étiquette | Groupe | Autres mandats                           |
|  | ---------------------- | --------- | ------ | ---------------------------------------- |
|  | Max Lejeune            | UDF-PSD   | RDE    | Président du conseil général de la Somme |
|  | Charles-Edmond Lenglet | DVD       | RDE    | Maire de Fréchencourt                    |
|  | Jacques Mossion        | UDF-CDS   | UC     | Maire de Doullens                        |

|  | Identité               | Étiquette | Groupe | Autres mandats                           |
|  | ---------------------- | --------- | ------ | ---------------------------------------- |
|  | Max Lejeune            | UDF-PSD   | RDE    | Président du conseil général de la Somme |
|  | Charles-Edmond Lenglet | DVD       | RDE    | Maire de Fréchencourt                    |
|  | Jacques Mossion        | UDF-CDS   | UC     | Maire de Doullens                        |

## Sources
http://www.politiquemania.com/senatoriales.html
1. ↑  Résultats officiels sur le site du ministère de l'Intérieur.